# Progressieve rock
Progressieve rock of progrock (soms kortweg prog en soms ook symfonische rock genoemd) is een vorm van rockgeoriënteerde muziek die opkwam in de late jaren zestig en haar hoogtepunt bereikte in de jaren zeventig en tachtig. Progressieve rock kent in vergelijking met andere populaire muziek complexere composities en langere nummers. De muziek wordt gekenmerkt door lang uitgesponnen nummers vol tempo- en themawisselingen.

## Geschiedenis

### Voorlopers
De voorlopers van progressieve rock (ook wel art rock genoemd) waren psychedelische rock en de muzikale experimenten van verschillende bands en van Frank Zappa. De stijl kwam op in de jaren zestig nadat in 1966 The Beach Boys met het album Pet Sounds en The Beatles met Sgt. Pepper's Lonely Hearts Club Band de popmuziek in een nieuwe richting hadden gebracht, waarin meer plaats was voor experiment en vernieuwing. Bands als Procol Harum en The Moody Blues verwerkten daarna elementen uit de klassieke muziek in hun werk.

### Klassieke progressieve rock
De klassieke progressieve rock zelf ontwikkelt zich vanaf 1969 eerst voornamelijk in Engeland, en bereikt een hoogtepunt in de jaren zeventig met als belangrijkste bands Pink Floyd, Soft Machine, King Crimson, Emerson, Lake & Palmer, Genesis, Gentle Giant, Jethro Tull, Van der Graaf Generator, Rush, Yes, Camel en Caravan.
De muziek werd in het begin als vernieuwend opgevat en was een logisch vervolg op eerdere experimenten met invloeden uit de klassieke muziek en de jazz. De virtuositeit van de muzikanten, velen hadden een voltooide opleiding in de klassieke muziek, stond borg voor complexe muziekstukken en bij de uitvoering van de muziek werden theatrale effecten niet geschuwd. Emerson, Lake & Palmer vuurden een kanon af tijdens hun live shows, Gentle Giant gebruikte meer dan 30 verschillende instrumenten tijdens een show, en Jethro Tull bracht het album Thick as a Brick uit in een krant, waarbij het volgens de band zelf meer tijd zou hebben gekost om de krant te maken dan het album zelf.
Naarmate de jaren zeventig vorderden, verloor de progressieve rock steeds meer aan invloed. Bands bestonden vaak weliswaar uit geschoolde en vaardige muzikanten, maar in 1977 zorgde de punk voor een omwenteling en verschoof de waardering en de smaak van een groot deel van het publiek naar de rauwere en expressievere, primaire 3-akkoordenrock.
Rond 1980 was het genre op sterven na dood. Slechts enkele bands bleven doorgaan, anderen wijzigden hun muzikale koers. De bands bleven succesvol voor het trouwe publiek.

### Neo-prog
Een opleving van de stijl volgde enkele jaren later, met bands als Marillion en IQ. Van een progressieve stijl was nu geen sprake meer doordat veel bands die tot deze neo-prog behoorden sterk teruggrepen op de muziek van oorspronkelijke bands zoals Genesis.
Hoewel in de jaren tachtig en negentig veel van de oude bands een comeback maakten, is progrock voor een beperkte groep liefhebbers. De stijl oefent weinig invloed meer uit op de rest van de muziekwereld. Desondanks blijft de muziekstijl populair bij een (beperkte) groep liefhebbers en kent ook de tijd na de milleniumwisseling hele goede en (binnen de scene) bekende bands, bijvoorbeeld Albion en Riverside (beide uit Polen); Unitopia (Australië) en Mystery (Canada). 

### Retro-prog
In de jaren negentig leefde de progressieve rock in artistieke zin weer op met bands als Porcupine Tree, The Flower Kings, Spock's Beard / Neal Morse en TransAtlantic. Medio jaren negentig werd ook progressieve metal – progrock met heavymetalinvloeden – meer populair. Bands als het Nederlandse Ayreon, met zijn symfonische spacy rockopera's, het Amerikaanse Tool, met hun duistere cryptische teksten, en het Amerikaanse Dream Theater, met hun virtuositeit, zorgden voor een opleving van het genre. 
Het Nederlandstalige muziektijdschrift iO Pages is al meer dan 25 jaar een autoriteit voor recensies in dit genre.

## Kenmerken
Er zijn aspecten in de progressieve rockmuziek die kenmerkend zijn voor het genre. Niet elke band zal al deze aspecten hebben, en de lijst is ook onvolledig, maar ze komen wel opvallend vaak voor.
- Lange composities, soms meer dan 20 minuten, met soms ingewikkelde melodieën, ritmes en harmonische ontwikkeling. Vaak worden deze muziekstukken epics genoemd. Deze stukken zijn niet erg commercieel, omdat liedjes op de radio in de regel tussen de 3 en 5 minuten duren. Een vroeg voorbeeld (misschien wel het eerste in de popmuziek) is In Held Twas In I van Procol Harum, van 17:30 minuten. Andere beroemde voorbeelden zijn Rush' 20-minuten 2112, Genesis' 23-minuten Supper's ready, Yes' dubbelalbum Tales from Topographic Oceans dat slechts uit vier nummers bestaat, en Jethro Tulls 44-minuten Thick as a Brick en 45-minuten A Passion Play, beide een compleet album (lp-lengte was ongeveer 45 minuten) bestaande uit een enkel nummer.

Gerelateerd aan de lange composities zijn de zogenaamde suites – stukken die zijn opgebouwd uit kortere delen, vaak met elk hun eigen titel. De hechtheid in de muzikale relaties tussen deze delen is zeer verscheiden. Soms bestaan er nauwelijks muzikale relaties tussen de delen, en werden de delen samengesteld voor het vertellen van een verhaal of voor sfeerverandering. In andere gevallen volgt de componist een klassieke benadering, met hoge eisen aan interne relaties. Deze delen worden soms hoe dan ook als aparte nummers gebruikt in liveoptredens. Yes' Close to the Edge is opgebouwd uit vier stukken, Rush' Hemispheres uit zeven, Caravans Nine Feet Underground uit acht en Pink Floyds Shine On You Crazy Diamond en Renaissances Scheherazade uit negen. Jethro Tulls A Passion Play bestaat tekstmatig uit vier stukken; muzikaal uit 15.
- De teksten zijn ingewikkeld en soms ondoorgrondelijk voor de luisteraar, met vaak onderwerpen als sciencefiction, fantasie, geschiedenis, religie, oorlog en chaos. De groep Magma had zelfs een eigen taal ontwikkeld waarin werd gezongen: het 'Kobaiaans' (van planeet Kobaia). Zelden zul je nummers tegenkomen, zoals wel in de gewone popmuziek, over liefde en seks, en nog veel minder over onbetwistbare dagelijkse dingen als dansen en auto's.

Veel progrockbands willen met hun teksten commentaar geven op de maatschappij, maar zijn zelden direct politiek. Wel willen ze mensen vaak meer laten nadenken over allerhande thema's. Genesis' Selling England By The Pound is een thema over commercialisme versus naturalisme, Emerson, Lake & Palmers Brain Salad Surgery gaat over de gevaren van het vervangen van de mens door machines. Jethro Tulls Aqualung geeft kritiek op georganiseerde religies, met name het instituut kerk.
- Conceptalbums is gerelateerd aan de teksten: Een conceptalbum is een album waarvan de nummers allemaal gaan over hetzelfde onderwerp, en vaak een verhaal vertellen. Soms kan dit aangeduid worden met de term rockopera. Voorbeelden zijn Genesis' The Lamb Lies Down On Broadway, The Moody Blues' Days Of Future Passed, Pink Floyds The Wall, Animals, Wish You Were Here en The Dark Side of the Moon, Dream Theaters Metropolis, Pt. 2: Scenes from a Memory en Jethro Tulls Thick as a Brick, A Passion Play en Too Old To Rock 'n' Roll: Too Young To Die!
- Prominent gebruik van ongebruikelijke instrumenten en ongebruikelijke zangstijlen. Niet-Westerse instrumenten en percussie, alsmede Westerse toetseninstrumenten als synthesizer, piano, hammondorgel en mellotron zijn meer prominent in prog dan in andere rockgenres. Bekend is ook Ian Andersons gebruik van de dwarsfluit als rockinstrument. Zang wordt vaker dan in andere populaire muziek gekenmerkt door meerstemmigheid, eventueel polyfonisch en soms met contrapunt. Stemgebruik vertoont verscheidenheid, vaak binnen één stuk, zowel qua dynamiek als klank. Qua zangstijl zijn bijvoorbeeld Porcupine Tree, Gentle Giant en Van Der Graaf Generator opvallend.

Overigens kwam het gebruik van orkesten en koren minder voor in de progrock van de jaren zestig en zeventig dan gedacht. Vaak werden deze geluiden elektronisch nagebootst door middel van bijvoorbeeld een mellotron.
Ook komen in de progrock redelijk veel multi-instrumentalisten voor als Ian Anderson, Mike Oldfield en Neal Morse.
- Ongebruikelijke maatsoorten, ritmetechnieken, toonladders en afstemming. De progrock staat wel bekend om het gebruik van afwijkende maatsoorten en veel tempowisselingen binnen een nummer. Enkele voorbeelden zijn Supper's ready van Genesis, waarin het deel Apocalypse in 9/8 in 9/8[3] is (deels met orgelsolo in 4/4), het intro en middenstuk van Firth of Fifth van Genesis (waarbij de maatsoort regelmatig wisselt, onder andere 13/16), Red van King Crimson (onder andere 5/8), Stranger in your soul van Transatlantic (onder andere 7/8, 5/4, verschillende tempowisselingen), Tom Sawyer (onder andere 7/8) en YYZ (intro 10/8) van Rush. Ook wordt er veel gebruikgemaakt van polymetriek, zoals in King Crimsons Thela Hun Ginjeet (7/8 en 4/4) en Discipline (5/8 en 4/4), en in Jacob's Ladder(5/4+6/4 en 4/4) van Rush. Enkele uitzonderingen, zoals The Dance of Eternity van Dream Theater, bevatten tot over de honderd maatwisselingen binnen een nummer (3/8, 5/8, 6/8, 7/8, 9/8, 3/4, 4/4, 5/4) en daarnaast ook een groot aantal tempowisselingen.
- Uitersten in geluidsterkte, van fluisterstil tot zeer luide passages binnen een nummer. Hierdoor wordt de aandacht op de muziek vergroot.
- Invloeden vanuit de klassieke muziek. Bijvoorbeeld Emerson, Lake & Palmer hebben arrangementen van Copland, Bartók en Moussorgsky gespeeld. Hun album Pictures at an Exhibition was een eigen bewerking van Moussorgsky's De schilderijententoonstelling. Jethro Tull heeft Bourrée gebaseerd op een stuk van Bach en Pavane van Fauré. Yes begon lange tijd elk optreden met een stuk uit Stravinsky's Firebird Suite. Maar naast deze 'covers' wordt er veel inspiratie opgedaan in de klassieke muziek en in nummers verwerkt zonder dat het oorspronkelijke stuk direct herkenbaar is.
- Het visuele aspect zoals de podiumact en het artwork zijn opmerkelijk. De trend is gezet door The Beatles (alhoewel geen progrockband) met Sgt. Pepper's Lonely Hearts Club Band. Sommige progrockbands werden bekend door hun opmerkelijke albumhoezen. Er zijn zelfs designstudio's bekend geworden door hun werk voor beroemde artiesten: Roger Dean voor zijn werk met Yes, en Storm Thorgerson en zijn studio Hipgnosis voor hun werk met Pink Floyd. H.R. Gigers schilderij voor Emerson, Lake & Palmer's Brain Salad Surgery is een van de opmerkelijkste en omstreden albumhoezen aller tijden vanwege de illusie van een penis onder de kin van een vrouw, die later weggepoetst moest worden.
- Gebruik van geluidseffecten. Vooral Pink Floyd is hier beroemd om, met bijvoorbeeld Speak To Me (het openingsnummer van Dark Side Of The Moon), maar ook een band als Jethro Tull maakte hier gebruik van, zoals de oorlogsgeluiden op de achtergrond in het nummer War Child.

## Landen van herkomst
Progressieve rock is vooral een Europese aangelegenheid, in Amerika is progrock meer vermengd met hardrock.
- De meeste en belangrijkste bands komen uit het Verenigd Koninkrijk, en zijn zoals eerder aangegeven Pink Floyd, Camel, Soft Machine, Gentle Giant, Jethro Tull, King Crimson, Genesis en Yes. Het werk van Jethro Tull, en dan met name van 1969 tot 1976, wordt ook tot de progrock gerekend, alhoewel ze duidelijk meer apart staan.
- In Duitsland zijn bands als Eloy en RPWL actief. In Duitsland begonnen bands te experimenteren met rock en elektronica; deze Duitse experimentele en progressieve muziek wordt wel krautrock genoemd. In de DDR waren er de Puhdys en Karat.
- In Nederland zijn Kayak, Supersister, Alquin en Earth & Fire belangrijke namen. Daarnaast is de Nederlandse band Focus internationaal populair en Finch wordt internationaal nog steeds gewaardeerd. Het latere werk van The Gathering, vanaf 1998, is gerelateerd aan progrock, maar hoort meer in de subgenres progressieve metal en wellicht spacerock thuis. Sinds 2008 is Leap Day actief als Nederlandse symphonische progband.
- In België zijn er bands zoals Machiavel en Cos. Univers Zero, en actuele bands als Mindgames, Ghiribizzi, Quantum Fantay, en Neo-Prophet worden tot progrock gerekend.
- Andere landen, zoals Italië, kenden hun succesvolle groepen met vaak een eigen stijl. Enkele succesvolle artiesten waren Premiata Forneria Marconi, Banco del Mutuo Soccorso en Le Orme. Van Frankrijk moeten de ensembles Gong en Magma in het bijzonder vermeld worden.
- In de Verenigde Staten en Canada komen progrockbands weinig voor, een uitzondering is het Amerikaanse Happy The Man en het uit Canada afkomstige Klaatu. Progrock vermengd met hardrockinvloeden zijn Rush, Saga, Kansas, The Tubes, Crack the Sky en Styx.

## Subgenres, aanliggende genres en bijbehorende bands
Binnen de klassieke progressieve rock worden vaak nog de verscheidene subgenres of verwante genres beschouwd, zoals:
- Art rock: Net als artpop is bij art rock ook het artistieke geheel belangrijk. Het grote verschil is dat bij artrock eigenlijk de klassieke rockbandopzet wordt gebruikt: elektrische gitaar, basgitaar en drums. Bij artpop staan meer de keyboards en sampler op de voorgrond. Vaak betitelt men artrock als perfectionistisch. De belangrijkste bands zijn vroege albums van The Alan Parsons Project, alsmede Barclay James Harvest, 10cc, Pink Floyd en Supertramp.
- Canterbury-scene: Hieronder wordt de aan jazz verbonden variant van progressieve rock bedoeld. De naam verwijst naar de Engelse plaats Canterbury, waar deze muziekstroming haar oorsprong vindt. Opmerkelijk is de typische Britse humor in de muziek. De belangrijkste bands zijn Caravan, Soft Machine, Henry Cow en Quiet Sun en Camel. In de jaren zeventig speelden ook bandleden uit Caravan mee op de albums van Camel (Rain Dances en Breathless). En wel zodanig dat het enige nu nog overgebleven bandlid, zanger/gitarist Andrew Latimer destijds gekscherend sprak over de band 'Caramel'.
- Eclectic prog: Progressieve rock gebaseerd met invloeden van allerlei andere muzieksoorten en periodes, zoals middeleeuwse muziek. Deze muzieksoort heeft vaak aparte maatsoorten en ontoegankelijke riffs of zang, ook is de muziek vaak erg krachtig en is het een van de meest bombastische soorten progrock. Misschien wel de grondlegger van eclectic prog is de band King Crimson met hun debuutalbum In the Court of the Crimson King (1969). Het album was erg bombastisch, vernieuwend en enorm krachtig, waardoor het een inspiratiebron voor vele latere progrockbands is gebleken. Enkele bands die bij het subgenre eclectic prog thuis horen zijn King Crimson en Van Der Graaf Generator, deze laatste kenmerkt zijn stijl door met gebruik van maar een klein aantal instrumenten een erg grootse en bombastische vertoning te maken.
- Krautrock: Deze variant komt uit Duitsland en ontstond in de late jaren zestig en vroege jaren zeventig. De krautrock-scene omvat meerdere stromingen; bijvoorbeeld jazzrock en spacerock. De Krauts is een Engelse onofficiële term voor Duits. Bands die ook internationaal bekend zijn geworden zijn Amon Düül, Can, Faust, Kraftwerk en Neu!.
- Math-Rock: Dit is een redelijk onbekende vorm van progressieve rock die in de jaren negentig tot bloei kwam, maar waar in de jaren zeventig en tachtig ook al mee werd geëxperimenteerd, onder meer door Rush en King Crimson. De muziek wordt gedomineerd door riffs en duidelijk aanwezige ritmes, en het drumstel is het belangrijkste instrument. De maat is uitzonderlijk ingewikkeld (vandaar de naam; velen zien dit als "mathematisch") en atypisch; voorkomende maten zijn onder meer 11/8 en 13/8. De bekendste math-rockband is Shellac.
- Multi-instrumentalisten: Niet echt een genre, maar een groep muzikanten die veelal hun platen zelf inspelen. Vaak hebben de platen een symfonisch- en/of progressief karakter en zijn vaak geheel instrumentaal. Voorbeelden hiervan zijn Mike Oldfield, David Arkenstone, Klaus Schulze, Andreas Vollenweider. In Nederland heeft Dr.Coenobite al sinds het begin van de jaren negentig een zeer bescheiden reputatie opgebouwd als multi-instrumentalist. Inmiddels zijn er 16 albums van hem verschenen. In progrecensies werd en wordt hij ook wel de Nederlandse Gandalf genoemd vanwege zijn veelal dromerige, uitgesponnen muzikale landschappen. Muziek met veel akoestische gitaar, fluit, elektrische gitaar en toetsen, maar soms ook met in de progrock 'afwijkende' of exotische instrumenten, zoals harp, guzheng en pipa.
- Neo-prog: Met neo-prog wordt de heropleving van de klassieke progressieve rock bedoeld. Bijna alle bands uit dit genre zijn in de jaren tachtig ontstaan en hebben bands als Yes, Genesis en King Crimson als voorbeeld. Wel zijn de composities vaak wat eenvoudiger en gebruikt men modernere instrumenten. Dit populaire genre heeft als belangrijkste vertegenwoordigers Marillion, Asia, IQ, Pendragon, Pallas, Twelfth Night en het Canadese Saga.
- Progressive metal: Dit genre ontstond uit de progressieve rock eind jaren tachtig. Er worden invloeden vanuit de heavy metal verwerkt in de muziek. Het is vaak virtuoos en complex. Bands zijn Opeth, Dream Theater, Ayreon, Fates Warning, Porcupine Tree, Haken en Pain Of Salvation.
- Postrock: Postrock is een doorontwikkeling van de rockmuziek, en invloeden van de progressieve rock overneemt. Vaak zijn het zeer lange atmosferische muziekstukken, gespeeld in de klassieke rockopzet. Belangrijke bands zijn Godspeed You! Black Emperor, Mogwai en Talk Talk.
- Retro-prog: Onder retro-prog voegt men de bands uit de jaren negentig samen die als voorbeeld de klassieke progressieve rock hebben. Deze wordt vaak wel op een moderne manier geïnterpreteerd. De bekendste bands zijn Spock's Beard, Änglagård, The Flower Kings, IZZ en Echolyn.
- RIO – Rock In Opposition: Onder RIO wordt progressieve rock verstaan die inspiratie put uit kamermuziek uit de jaren twintig. Daarom wordt het ook wel avant-prog genoemd. Oorspronkelijk was RIO een beweging met een beperkt aantal bands, maar later heeft het begrip ook de betekenis van een genre of stijl gekregen. Belangrijke bands zijn Henry Cow, Univers Zero, Art Zoyd en Present.
- Spacerock: De oorsprong van dit genre ligt in de psychedelische rockmuziek van de late jaren zestig. Het zijn vaak repetitieve muziekstukken met space klanken die een futuristische sfeer uitademen. Live wordt dit vaak ondersteund door omvangrijke lichtshows. Voorbeelden zijn vroege albums van Pink Floyd, alsmede Hawkwind en Gong.
- Symfonische rock: Symfonische rock heeft veel invloeden van de klassieke muziek. Vaak zijn de nummers erg gevarieerd. Veel stukken van Emerson, Lake And Palmer en Yes zijn van dit genre. Knight Area is een Nederlandse vertegenwoordiger in de stroming.
- Zeuhl: Zeuhl heeft zich eigenlijk los van de progressieve rock ontwikkeld. Opvallend is de dominantie van het ritme in de muziek, repetitieve stukken en veelstemmige zang. De 'uitvinder' van het genre is de Franse band Magma.

Sommige artiesten gingen in hun carrière meer bij een ander genre aanleunen, of definieerden een nieuw genre. Enkele van de krautrockgroepen zoals Tangerine Dream en Kraftwerk gaven bijvoorbeeld een aanzet tot elektronische muziek, Cluster kan ambient genoemd worden. Verschillende artiesten en groepen, zoals Gong op het eind van de jaren zeventig of Bill Bruford op zijn solowerk, hadden heel wat muziek met jazzinvloeden, en worden vaak bij de jazzrock of fusion genoemd.